# Oliver Shanti
Ulrich Schulz (Hamburg, 16 november 1948), artiestennaam Oliver Shanti, later Oliver Serano-Alve, was een Duits esoterie-muzikant en verdachte van kindermisbruik.
Shanti verkocht meer dan 100.000 albums met new age muziek. Sinds 2003 werd hij door de politie in München gezocht als verdachte van meer dan 100 gevallen van kindermisbruik. In 2002 was hij ondergedoken in Portugal waar hij eind juni 2008 gearresteerd werd. Na een gedeeltelijke bekentenis werd hij in december 2009 tot een gevangenisstraf van zes jaar en tien maanden veroordeeld.

## Discografie
- Tai Chi (1993) CD
- Tai Chi Too (1996) CD
- Shaman (1997) CD
- Seven times Seven (1998) CD
- Buddha and Bonsai (1999) CD
- Tibetiya (1999) CD
- Circles Of Life: The Best Of Oliver Shanti (1997)
- Alhambra
- Listening To The Heart
- Medicine Power
- Rainbow Way

- Gemeinsame Normdatei: 135022428
- International Standard Name Identifier: 0000 0000 7910 3432
- Library of Congress Control Number: nr00031678
- MusicBrainz: e5955fc6-131f-4fb1-956b-96502833a91a
- Nationale Bibliotheek van Tsjechië: xx0037949
- Virtual International Authority File: 66309756
- WorldCat: E39PBJghtkdrvHfXD8gTq8G8md